# Spilosoma sericeipennis
Spilosoma sericeipennis là một loài bướm đêm thuộc phân họ Arctiinae, họ Erebidae.